# ليو جينوفيز
ليو جينوفيز (بالإسبانية: Leo Genovese)‏ هو عازف جاز وعازف بيانو أرجنتيني، ولد في 1979 في فينادو تيورتو في الأرجنتين.

## وصلات خارجية
- ليو جينوفيز على موقع ميوزك برينز (الإنجليزية)
- ليو جينوفيز على موقع ديسكوغز (الإنجليزية)